# Nolay
Nolay es un municipio y localidad española de la provincia de Soria, en la comunidad autónoma de Castilla y León. El término municipal, ubicado en la comarca de Almazán, tiene una población de 48 habitantes (INE 2024).

## Situación

Término municipal.

El municipio pertenece al partido judicial de Almazán. La localidad se encuentra entre Almazán y Gómara. Linda con los siguientes municipios: Nepas, Borjabad, Alparrache, Nomparedes, Bliecos, Velilla de los Ajos, Maján y Escobosa de Almazán.

## Historia
A la caída del Antiguo Régimen la localidad se constituye en municipio constitucional en la región de Castilla la Vieja, partido de Almazán, que en el censo de 1842 contaba con 51 hogares y 204 vecinos. Hacia mediados del siglo XIX, el lugar tenía unas 69 casas. La localidad aparece descrita en el decimosegundo volumen del Diccionario geográfico-estadístico-histórico de España y sus posesiones de Ultramar de Pascual Madoz de la siguiente manera:

NOLAY: l. con ayunt. en la prov de Soria (5 leg.), part. jud. de Almazan (2 1/2), aud. terr. y c. g. de Burgos (29), dióc. de Sigüenza (10); sit. parte en cuesta y parte en un barranco, y combatido principalmente por los vientos N. y E.; su clima es frio y las enfermedades mas comunes, reumas y pulmonias: tiene 69 casas, la consistorial con habitacion para cárcel; escuela de instruccion primaria, á cargo de un maestro, sacristan y secretario de ayunt., dotado con 18 fan. de trigo y 18 de cebada; una fuente de buenas aguas; una igl. parr. (San Clemente papa) servida por un cura y un sacristan: térm. confina con los de Borjabad, Escobosa, Nomparedes, Majan y Nepas; dentro de él se encuentran 3 fuentes y una ermita (La Purísima Concepcion), el terreno es quebrado, endeble, pedregoso y de secano; atraviesan dos pequeños arroyos de curso interrumpido: caminos: los que dirigen á los pueblos limítrofes y a la cab. del part. en la que se recibe y despacha el correo: prod.: cereales, legumbres, patatas, hortalizas, lino, cáñamo y pastos con los que se mantiene ganado lanar, vacuno, mular y de corda; hay caza de perdices y conejos: ind.: la agrícola, un tejedor de lienzos ordinarios y un carpintero: comercio, esportacion del sobrante de frutos y ganados é inportacion de los art. que faltan. pobl.: 51 vec., 204 alm. cap. imp.: 24,715 rs. 18 mrs.
(Madoz, 1849, p. 179)

## Geografía humana

### Demografía
Cuenta con una población de 48 habitantes (INE 2024).
| Gráfica de evolución demográfica de Nolay entre 1842 y 2021                                                           |
| |
| Población de derecho según los censos de población del INE. Población de hecho según los censos de población del INE. |

### Economía
Sus únicos ingresos provienen del sector primario, especialmente de la producción de cereales y oleaginosas. Actualmente no existe ganadería, aunque hasta hace veinte años era una alternativa económica a la agricultura.

## Patrimonio

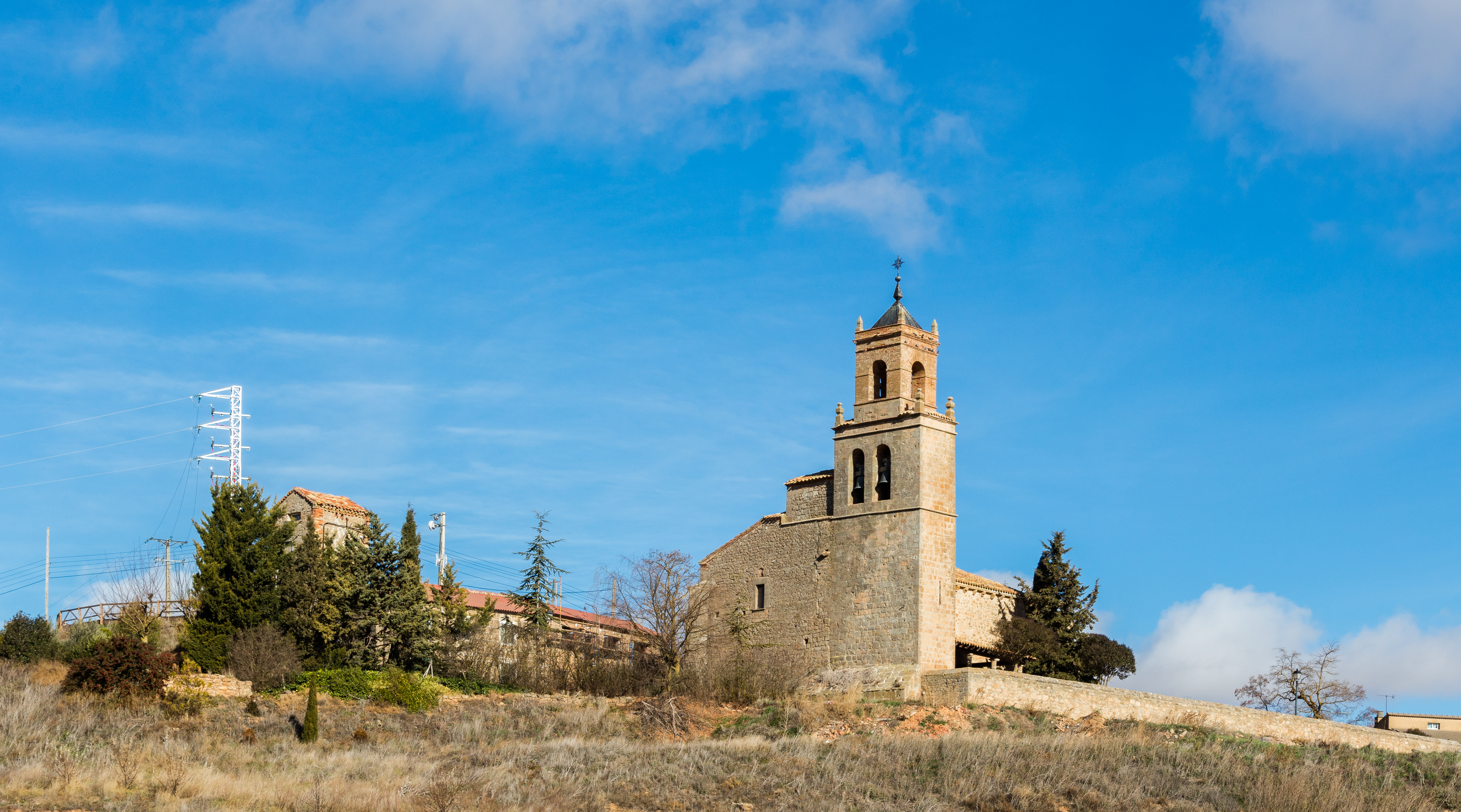
Iglesia de San Clemente Papa

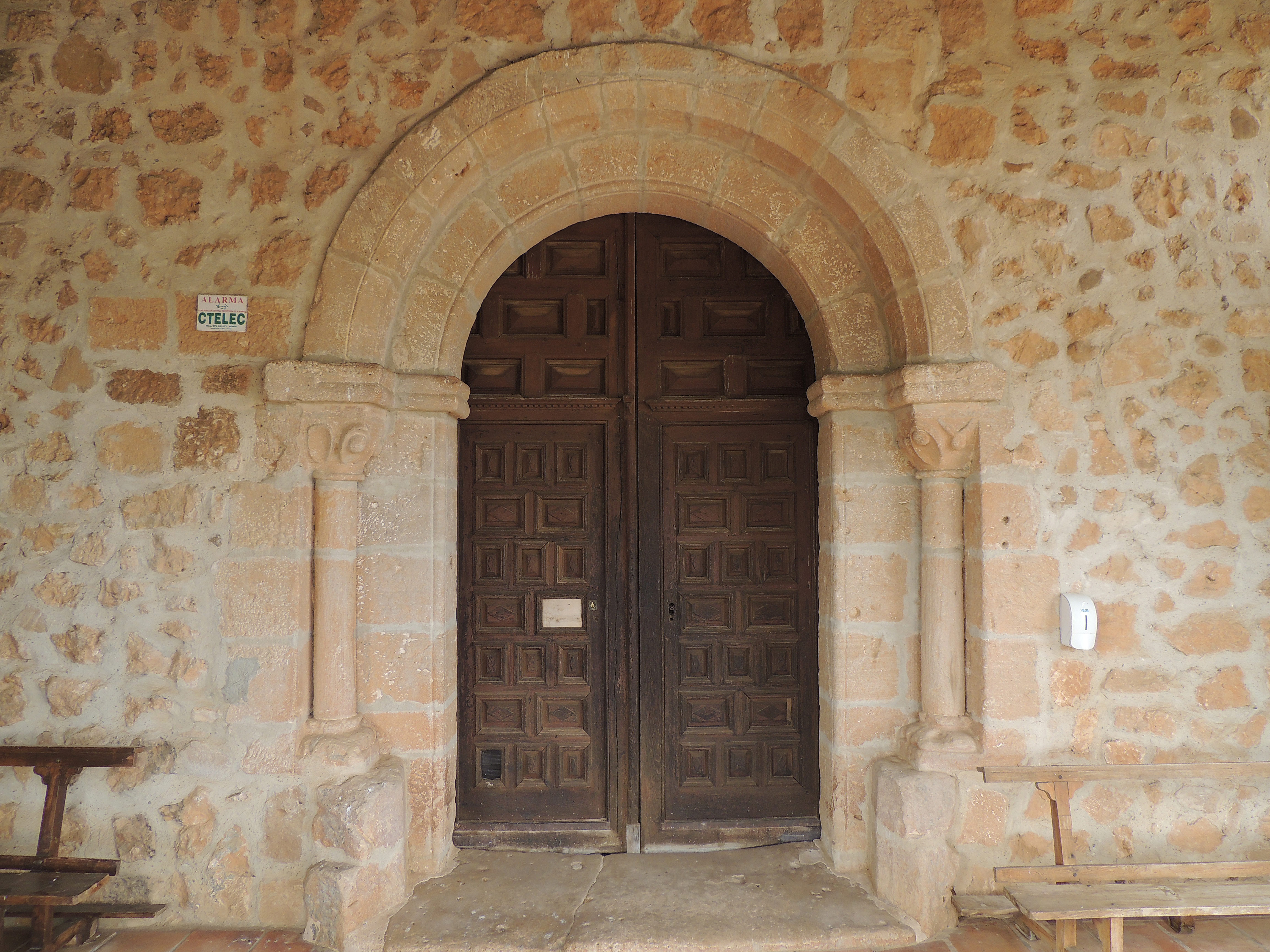
Portada de la iglesia

En la localidad hay una iglesia parroquial bajo la advocación de San Clemente Papa.

## Fiestas y costumbres
Las fiestas patronales son el tercer fin de semana completo del mes de julio. En los años 80 se organizaban las fiestas entre los jóvenes con el apoyo del Ayuntamiento. Grupos musicales importantes actuaron en dichas fiestas como: Nuevo Mester de Juglaría, José Antonio Labordeta, Caldeal.... Algún año se congregó a más de 4000 visitantes.